# Ponte (rione)

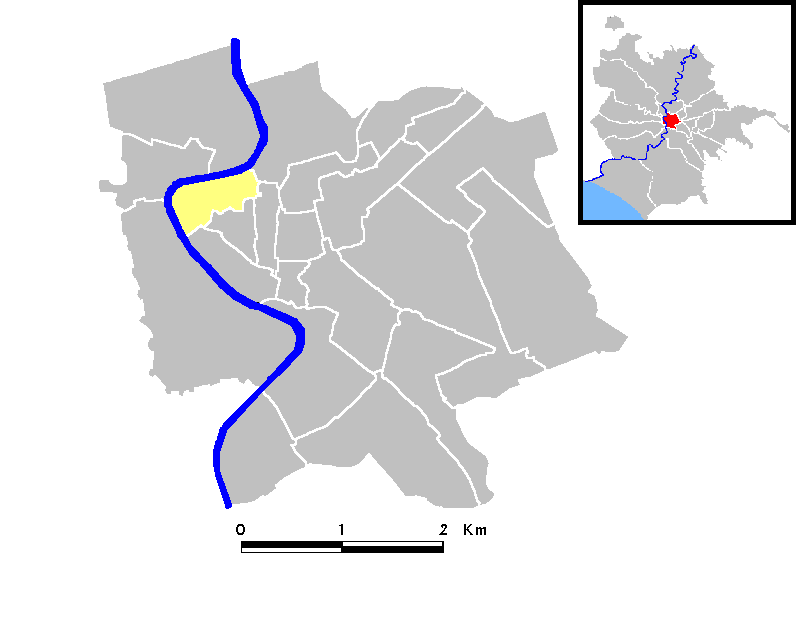
Ponte (rione)

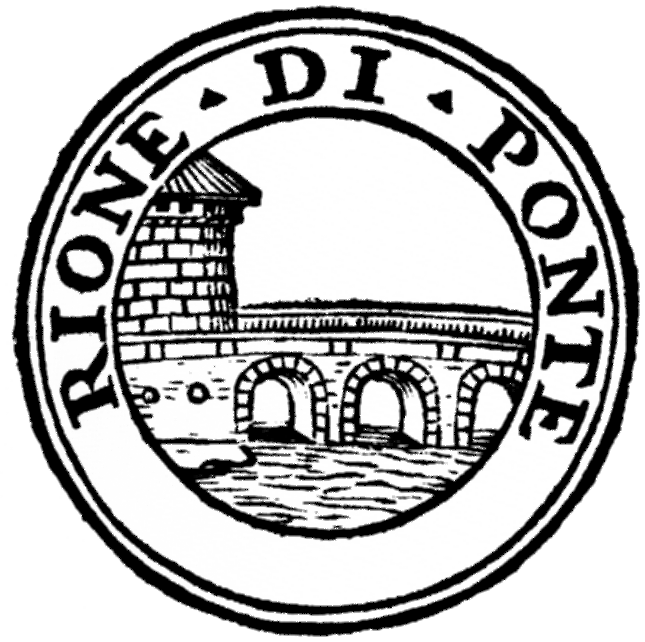
Znak Ponte

Ponte (italsky most) je V. městská část v Římě. Leží na levém břehu Tibery na území Martova pole proti Andělskému hradu.

## Historie
Jméno je odvozeno od mostu k Andělskému hradu, důležité spojnice poutníků k svatopetrské bazilice. Původně bylo území součástí rione Borgo. Most je zobrazen i na znaku rione.

## Památky
- San Giovanni dei Fiorentini
- Sant'Apollinare
- Santa Maria della Pace